# Robert Tracy (juge)
Pour les articles homonymes, voir Tracy.
Robert Tracy (1655-1735) est un juge anglais.

## Biographie
Né à Toddington dans le Gloucestershire, il est le cinquième fils de Robert Tracy (2e vicomte Tracy) de Rathcoole. Il est le fils aîné de sa deuxième épouse, Dorothy, fille de Thomas Cocks de Castleditch, dans le Herefordshire. La grand-mère paternelle de Robert, Anne, est fille de Thomas Shirley de Wiston, Sussex. Il s'inscrit à l'Oriel College, à Oxford, le 29 octobre 1672 et entre au Middle Temple l'année suivante.
Il est admis au barreau en 1680 et en juillet 1699, il est nommé juge à la magistrature du roi en Irlande. L'année suivante, il est transféré en Angleterre le 14 novembre en tant que baron de l'échiquier. Au terme de Trinity, en 1702, il est nommé devant la cour des plaids communs. Il est nommé commissaire du grand sceau pendant la vacance du poste de Lord chancelier du 24 septembre au 19 octobre 1710 et du 15 avril au 12 mai 1718. Il est l’un des juges qui rendit un avis sur le procès de Henry Sacheverell et il prend part au procès des Jacobites à Carlisle en 1716.
Le 26 octobre 1726, Tracy se retire du siège avec une pension de 1 500 £. Il meurt à son domicile à Coscomb dans le Gloucestershire le 11 septembre 1735.

## Famille
Par son épouse Anne, fille de William Dowdeswell, de Pull Court, dans le Worcestershire, il laisse trois fils, Robert, Richard et William, et deux filles, Anne et Dorothy. Dorothy épouse John Pratt, quatrième fils de John Pratt, juge en chef du banc du roi.